# Paredones, Sinaloa
Paredones är en ort i Mexiko.   Den ligger i kommunen Culiacán och delstaten Sinaloa, i den västra delen av landet, 1 100 km nordväst om huvudstaden Mexico City. Paredones ligger 126 meter över havet och antalet invånare är 440.
Terrängen runt Paredones är kuperad västerut, men österut är den platt. Runt Paredones är det ganska tätbefolkat, med 155 invånare per kvadratkilometer. Närmaste större samhälle är El Limón de los Ramos, 8,7 km sydväst om Paredones. I omgivningarna runt Paredones växer huvudsakligen savannskog.